# Giovanni Battista Grone
Giovanni Battista Grone (Venezia, 1682 – Dresda, 10 maggio 1748) è stato un pittore e scenografo italiano, attivo soprattutto nel Principato Elettorale di Sassonia nella prima metà del XVIII secolo; in Germania è noto anche come Johann Baptist Grone o Groni.

## Biografia
Della sua attività a Venezia si conosce poco: certamente nel 1711 era iscritto alla fraglia dei pittori. A Venezia città, l'unica sua opera esposta al pubblico era conservata nella Chiesa di San Geminiano, che fu tuttavia demolita nel 1807. Il suo più antico dipinto ancora conservato è una pala d'altare del 1716, che si trova a Cittadella, su uno degli altari laterali della Chiesa di Santo Spirito.
Per molto tempo si è creduto che l'anno del suo trasferimento a Dresda fosse il 1719, poiché si riteneva avesse collaborato con Alessandro Mauro alla prima decorazione del soffitto del teatro Opernhaus am Zwinger. Studi risalenti agli ultimi anni del XX secolo hanno tuttavia chiarito come Grone sia arrivato nella capitale della Sassonia nel 1724 e che è opera sua una successiva decorazione del soffitto, del 1738. Il suo studio si trovava nei pressi del palazzo dello Zwinger.
Uno dei primi lavori a lui attribuiti a Dresda è la partecipazione (nel 1726 o 1728) alla decorazione del Castello di Moritzburg (alcune figure in grisaille nella sala del biliardo). Probabilmente precedente (1724/1725) è un dipinto per l'altare della Chiesa di San Giorgio a Somsdorf, oggi frazione di Freital. Alla corte dei Wettin (dapprima Federico Augusto I il Forte, poi Federico Augusto II) è stato attivo soprattutto come scenografo, decoratore e architetto teatrale.
Nel 1734 ha affrescato la cupola della Frauenkirche, distrutta durante la II guerra mondiale, dipingendovi i quattro evangelisti e le allegorie delle virtù teologali e della misericordia. Nello stesso anno in cui ha dipinto il tetto del Teatro dell'Opera, il 1738, gli era stata commissionata una pala d'altare per la chiesa di Großhartmannsdorf, installata poi nel 1741. Quattro anni più tardi ha dipinto il soffitto della cappella del castello di Hubertusburg, raffigurante Sant'Uberto.
Grone è morto di tumore il 10 maggio 1748, ed è sepolto nel cimitero cattolico di Dresda. Matthias Österreich e Johann Benjamin Müller furono suoi allievi.